# Neolitsea lanuginosa
Neolitsea lanuginosa är en lagerväxtart som först beskrevs av Christian Gottfried Daniel Nees von Esenbeck, och fick sitt nu gällande namn av James Sykes Gamble. Neolitsea lanuginosa ingår i släktet Neolitsea och familjen lagerväxter. Inga underarter finns listade i Catalogue of Life.